# Begüm Pusat
Begüm Pusat (* 2004) ist eine türkische Rollstuhlbasketballspielerin, die für Beşiktaş J.K. spielt und Mitglied der türkischen Rollstuhlbasketball-Nationalmannschaft der Frauen (Türkiye Tekerlekli Sandalye Basketbol Kadın Milli Takımı) ist.

## Sport
Pusat begann im Alter von zehn Jahren mit dem Rollstuhlbasketball, nachdem sie ein Poster der Basketballnationalspielerin Işıl Alben und ein Spiel der Rollstuhlbasketballmannschaft von Beşiktaş JK gesehen hatte. Sie wurde von Cem Gezinci, einem Rollstuhlbasketballspieler von Beşiktaş JK, ermutigt, den sie während eines Spiels kennenlernte.
Anfangs spielte sie für das Team Aydın ADÜ Genç Eefeler. In der Saison 2018–19 wechselte sie zum Mädchen-U16-Team des İzmir BB SK. Im August 2022 wurde ihr Vertrag dort verlängert.
2024 spielt sie auf der Position Forward für Beşiktaş JK Wheelchair Basketball als einzige Frau im Team.
Pusat spielt mit der Disability Sport Classification 2.5.

## Internationale Karriere
Mit nur 15 Jahren debütierte Pusat international für die türkische U25-Rollstuhlbasketball-Nationalmannschaft der Frauen bei der U25-Rollstuhlbasketball-Weltmeisterschaft der Frauen 2019 (2019 Women’s U25 Wheelchair Basketball World Championship) in Suphan Buri, Thailand. Sie war eine der jüngsten Spielerinnen der Meisterschaft. 2020 wurde Pusat erneut für das türkische Frauen-U25-Team aufgestellt.
Im Juni 2023 nahm sie am Vorbereitungscamp der türkischen Rollstuhlbasketball-Nationalmannschaft der Frauen in Aksaray, Türkei, teil und im nächsten Monat bei Vorbereitungcamps in Hakkâri, Türkei und in Täbris, Iran.
Sie spielte beim 2023 IWBF Women’s European Championship in Rotterdam, Niederlande.

## Persönliches
Begüm Pusat wurde 2004 geboren. Sie nutzt einen Rollstuhl, da sie an einer angeborenen Zerebralparese leidet und aufgrund einer Hirnschädigung Bewegungs- und Haltungsstörungen hat. Nach einer langen Zeit der Physiotherapie konnte sie ihre gelähmte linke Hand und ihren linken Fuß wieder benutzen.